# ガムボール自動販売機

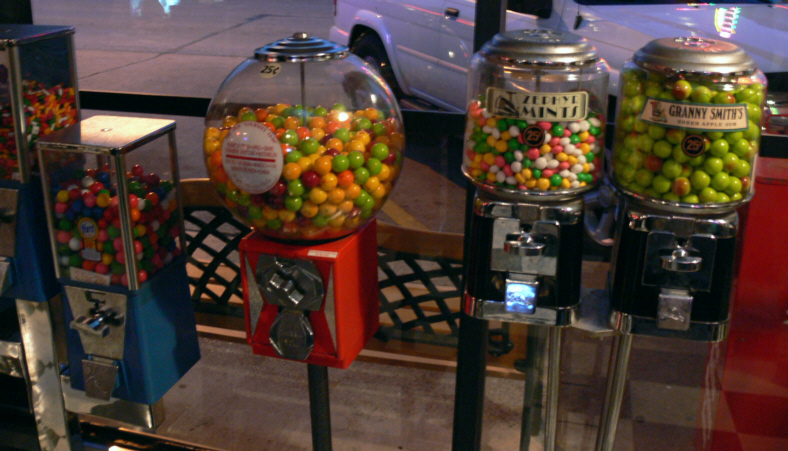
アメリカ合衆国内の店舗に設置された様々な種類のガムボール自動販売機

ガムボール自動販売機（ガムボールじどうはんばいき）またはガムボールマシーン（英: gumball machine）は、硬貨が投入されると球状のチューインガム（ガムボール、ボールガムとも）を排出する自動販売機・おもちゃ。

## 沿革
板状や立方体のガムを販売する自販機は、早くも1888年時点ですでに存在していた。ガムボールの自販機が登場したのは、それから20年近く経った1907年のことであり、販売者はおそらく、アメリカ合衆国のトーマス・アダムス_・カンパニー (Thomas Adams Gum Co.) である。特許は1923年に取得され、ノリス製造会社 (Norris Manufacturing Company) が1930年代にクロム合金が施されたガムボール自販機を製造している。この自販機では、5セント硬貨と1セント硬貨を取り扱うことができた。
1934年に設立されたニューヨーク州アクロンのフォード・ガム・アンド・マシーン・カンパニー (Ford Gum and Machine Company) も、ガムボール自販機メーカーとしては先駆けに相当する。フォード製の自販機は、色のバリエーションが豊富であり、ライオンズクラブやキワニスのような地域に根ざした社会奉仕団体に売り込まれた。
さらに、台所用マッチメーカーとして1909年に設立されたノースウェスト・コーポレーション (Northwestern Corporation) は、1933年に、ノースウェスト・モデル33（商品名は発売年に由来する）を販売した。最終的に、今日も販売が続けられているモデル60とモデル80を販売するに至っている。

## 構造

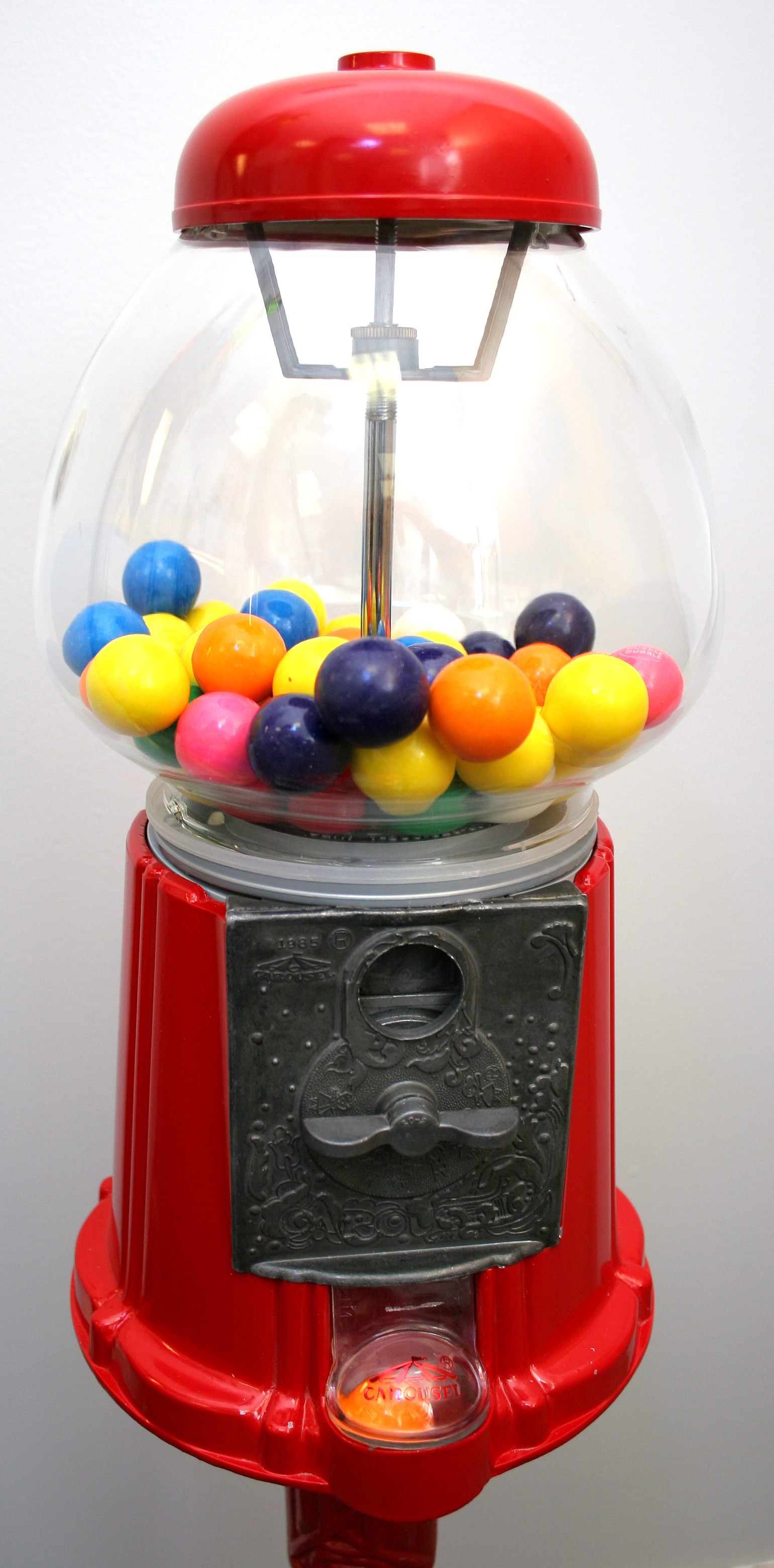
正面から撮影された自販機

金属の台座の上にガムボールを充填する透明な容器が設けられている。初期の製品はガラスが使われていたが、今日のものはプラスチックが用いられている。ガムボール容器の上部には蓋が取り付けられ、鍵を使って開けることができ、そこからガムボールの充填が行われる。硬貨投入口に所定の硬貨（日本円では100円または10円であることが多い）を投入し、回転ハンドルを360度回転させると、機体下部の排出口からガムボールが排出される。
また、遊具性や遊び心を取り入れ、ガムボールがゆっくりと排出され、様子を見ることができるようになっていたり、遊べるようになっている機体も見られる。

## 主なメーカー
- 日本
  - トマトランド - ゲーム機能を備えたガムボール自販機「ターゲットマシン」シリーズを展開している[5]。